# Cristóvam Pavia
Cristovam Pavia, ou Cristóvam Pavia, pseudónimo de Francisco António Lahmeyer Flores Bugalho (Lisboa, 7 de outubro de 1933 - Lisboa, 13 de outubro de 1968) foi um poeta português, filho do também poeta Francisco Bugalho (da geração da revista Presença), oriundo de Castelo de Vide. 
Além do pseudónimo Cristovam Pavia, António Flores Bugalho assinou composições com os pseudónimos Sisto Esfudo, Marcos Trigo e Dr. Geraldo Menezes da Cunha Ferreira.
Para José Bento, "A poesia de Cristovam Pavia é a revelação de si próprio, de uma personalidade em conflito com o mundo em que vive e que procura uma fuga pela recuperação da infância morta, pela aceitação do seu conhecer-se diferente e despojado do que lhe é mais caro (a infância, o amor, o espaço e o tempo em que ambos se situavam), a transformação do seu próprio ser pelo sofrimento, num movimento de ascese e de autodestruição, quando o poeta atinge a consciência de si próprio e da sua voz."